# Esztergom (stacja kolejowa)
Esztergom (węg. Esztergom vasútállomás) – stacja czołowa w Ostrzyhomiu, w komitacie Komárom-Esztergom, na Węgrzech. 
Na fasadzie budynku dworcowego wmurowana jest tablica pamiątkowa, odsłonięta 8 listopada 1996, z okazji obchodów stulecia uruchomienia linii kolejowej Budapeszt – Esztergom.

## Linie kolejowe
- 2 Budapest – Esztergom
- 4 Esztergom – Almásfüzitő